# ブラインド・メロン
ブラインド・メロン(Blind Melon)はアメリカのロックバンド。
1989年結成。1992年にアルバム『Blind Melon』でデビュー。
ガンズ・アンド・ローゼズのアクセル・ローズのバックアップを得ているが、それが実際のサウンドと世間のイメージとのズレを生じさせたため、田舎の小さなライブ会場を回るなどの地道な活動を行い、評価を確立させた。
1995年にセカンドアルバム『Soup』をリリース。アメリカ南部の土臭いサウンドを取り込んだこのアルバムは、当初の売上は伸び悩み、バンドメンバーを失望させることとなった。
同年10月21日、ニューオーリンズにてツアー・バスの中でヴォーカルのシャノン・フーンがコカインの過剰摂取の為に死亡。1996年に未発表音源などを集めたアルバム『NICO』をリリースしてバンドは活動を停止する。
2006年、トラヴィス・ウォレンをヴォーカリストに迎え、再始動。2008年にアルバム『For My Friends』をリリース。
2008年11月にトラヴィス・ウォレンが脱退したが、後に復帰し、現在も活動している。

## メンバー
- クリストファー・ソーンChristopher Thorn/ギター
- ロジャース・スティーブンスRogers Stevens/ギター　ピアノ
- グレン・グレアムGlen Graham/ドラムス
- ブラッド・スミスBrad Smith/ベース　パーカッション
- トラヴィス・ウォレンTravis Warren/ヴォーカル

- シャノン・フーンShannon Hoon/ヴォーカル　1995年10月21日死去　28歳没

## ディスコグラフィ
スタジオ・アルバム
- Blind Melon (1992年) 最高位3位、4xプラチナム(U.S.)
- Soup (1995年) 最高位28位(U.S.)
- Nico (1996年) 最高位161位(U.S.)
- For My Freinds (2008年)

コンピレーション・アルバム
- Classic Masters: Blind Melon (2002年)
- The Best of Blind Melon (2005年)

ライブ・アルバム
- Live at the Palace(2006年)